# 간베 도시오
간베 도시오(일본어: 神部 年男, 1943년 3월 24일 ~ )는 일본의 전 프로 야구 선수이자 야구 지도자, 야구 해설가·평론가이다.

## 인물
효고현 태생으로 고교 졸업 후 사회인 야구팀에서 활동한 후 1969년 프로 야구 드래프트 회의에서 2순위로 지명을 받아 긴테쓰 버펄로스에 입단, 1979년에는 사토 다케히데, 데라다 요시타카와 함께 찰리 매뉴엘, 나가오 야스노리와의 맞트레이드로 야쿠르트 스왈로스로 이적하여 1981년에 현역에서 은퇴하였다.
좌완 투수로 활약하면서 12년간 370경기에 등판해 통산 90승(69선발승) 89패 평균자책점 3.15를 기록하였으며, 1975년 4월 20일 난카이 호크스전에서는 노히트 노런을 기록했다.
은퇴 후 1983년 ~ 1985년에 야쿠르트 스왈로스에서 2군 투수코치로 활동하는 것을 시작하여 1986년 ~ 1996년에는 긴테쓰, 2005년 ~ 2007년 오릭스 버펄로스에서 투수코치를 역임하는 등 코칭 스태프로 활동했고, 2008년부터 2009년까지 KBO 리그 KIA 타이거즈의 투수코치로 활동하였다. KIA 타이거즈에서는 투수 양현종 등의 기량을 올리는 데 기여했으며, 한국시리즈 우승에 공헌한 후 건강상의 이유로 사임하며 지도자 생활을 그만두었다.

## 에피소드
- 1980년 10월 12일, 고라쿠엔 구장에서 요미우리 자이언츠의 오 사다하루에게 868호(현역 통산 기록) 홈런을 허용하였던 투수이기도 하다.

- 수비력과 견제구의 테크닉이 우수하기에 일본 통산 도루 기록 1위를 차지하였던 후쿠모토 유타카는 “상대들 버릇마저 어렵게 뚫어보고, 더욱 더 도루하는 주자를 견제하였던 투수였다”라고 말하였다.

## 상세 정보

### 출신 학교
- 효고 현립 다카사고 고등학교

### 선수 경력
사회인 시대
- 미쓰비시 제지
- 후지 제철 히로하타

프로팀 경력
- 긴테쓰 버펄로스(1970년 ~ 1978년)
- 야쿠르트 스왈로스(1979년 ~ 1981년)

### 지도자 경력
- 야쿠르트 스왈로스 2군 투수 코치(1983년 ~ 1985년)
- 긴테쓰 버펄로스 투수 코치(1986년 ~ 1996년)
- 오릭스 블루웨이브 1군 투수 코치(1997년 ~ 2001년)
- 오릭스 버펄로스 1군 투수 코치(2005년 ~ 2007년)
- KIA 타이거즈 투수 코치(2008년 ~ 2009년)

### 개인 기록
- 첫 등판·첫 승리 : 1970년 4월 14일, 대 도에이 플라이어스 1차전(고라쿠엔 구장), 6회말에 두 번째 투수로 구원등판·완료, 6회 무실점
- 첫 탈삼진 : 동상, 오스기 가쓰오한테 삼진
- 첫 선발 : 1970년 4월 19일, 대 롯데 오리온스 1차전(후지이데라 구장), 6회 1/3에 2실점
- 첫 승리·첫 완투승·첫 완봉승 : 1970년 5월 19일, 대 롯데 오리온스 3차전(도쿄 스타디움)
- 첫 세이브 : 1970년 9월 24일, 대 한큐 브레이브스 후기 12차전(닛세이 구장), 8회초에 두 번째 투수로 구원등판·종료, 2회 1실점
- 노히트 노런 달성 : 1회(1975년 4월 20일, 대 난카이 호크스 전기 3차전, 후지이데라 구장) ※역대 50번째.
- 올스타전 출장 : 3회(1972년, 1974년, 1975년)

### 등번호
- 27(1970년 ~ 1978년)
- 11(1979년 ~ 1982년)
- 73(1983년 ~ 1985년)
- 83(1986년 ~ 1996년, 2005년 ~ 2007년)
- 81(1997년 ~ 2001년, 2008년 ~ 2009년)

### 연도별 투수 성적
| 연 도       | 소 속       | 등 판 | 선 발 | 완 투 | 완 봉 | 무 4 구 | 승 리 | 패 전 | 세 이 브 | 홀 드 | 승 률 | 타 자 | 이 닝  | 피 안 타 | 피 홈 런 | 볼 넷 | 고 4 | 몸 맞 | 탈 삼 진 | 폭 투 | 보 크 | 실 점 | 자 책 점 | 평 자 책 | W H I P |
| ----------- | ----------- | ----- | ----- | ----- | ----- | ------- | ----- | ----- | -------- | ----- | ----- | ----- | ------ | -------- | -------- | ----- | ---- | ----- | -------- | ----- | ----- | ----- | -------- | -------- | ------- |
| 1970년      | 긴테쓰      | 38    | 13    | 1     | 1     | 0       | 8     | 7     | --       | --    | .533  | 559   | 133.1  | 110      | 10       | 51    | 2    | 8     | 74       | 0     | 1     | 55    | 48       | 3.25     | 1.21    |
| 1971년      | 긴테쓰      | 51    | 15    | 5     | 0     | 0       | 10    | 9     | --       | --    | .526  | 655   | 160.0  | 138      | 15       | 56    | 9    | 4     | 87       | 5     | 1     | 62    | 57       | 3.21     | 1.21    |
| 1972년      | 긴테쓰      | 46    | 25    | 8     | 2     | 1       | 13    | 9     | --       | --    | .591  | 854   | 210.2  | 186      | 16       | 58    | 7    | 4     | 112      | 5     | 1     | 66    | 56       | 2.39     | 1.16    |
| 1973년      | 긴테쓰      | 26    | 10    | 3     | 0     | 0       | 7     | 7     | --       | --    | .500  | 430   | 106.2  | 87       | 5        | 47    | 4    | 2     | 48       | 2     | 0     | 40    | 35       | 2.94     | 1.26    |
| 1974년      | 긴테쓰      | 28    | 21    | 8     | 4     | 1       | 12    | 7     | 1        | --    | .632  | 611   | 151.0  | 129      | 14       | 48    | 4    | 1     | 74       | 4     | 1     | 43    | 40       | 2.38     | 1.17    |
| 1975년      | 긴테쓰      | 31    | 25    | 9     | 2     | 0       | 10    | 8     | 1        | --    | .556  | 705   | 173.2  | 142      | 15       | 53    | 1    | 8     | 57       | 3     | 0     | 66    | 59       | 3.05     | 1.12    |
| 1976년      | 긴테쓰      | 27    | 20    | 8     | 3     | 3       | 8     | 12    | 1        | --    | .400  | 598   | 146.1  | 142      | 13       | 43    | 2    | 1     | 62       | 0     | 0     | 59    | 53       | 3.27     | 1.26    |
| 1977년      | 긴테쓰      | 25    | 15    | 6     | 1     | 1       | 5     | 9     | 3        | --    | .357  | 473   | 116.1  | 118      | 10       | 26    | 2    | 1     | 54       | 3     | 1     | 51    | 47       | 3.65     | 1.24    |
| 1978년      | 긴테쓰      | 21    | 18    | 4     | 0     | 1       | 7     | 5     | 0        | --    | .583  | 519   | 124.1  | 115      | 11       | 36    | 3    | 5     | 60       | 0     | 0     | 46    | 43       | 3.12     | 1.21    |
| 1979년      | 야쿠르트    | 25    | 24    | 3     | 1     | 0       | 6     | 8     | 0        | --    | .429  | 557   | 125.0  | 146      | 21       | 49    | 5    | 2     | 65       | 1     | 0     | 64    | 60       | 4.32     | 1.56    |
| 1980년      | 야쿠르트    | 20    | 13    | 2     | 1     | 0       | 3     | 5     | 0        | --    | .375  | 278   | 69.1   | 67       | 10       | 21    | 0    | 2     | 32       | 0     | 1     | 31    | 30       | 3.91     | 1.27    |
| 1981년      | 야쿠르트    | 32    | 5     | 0     | 0     | 0       | 1     | 3     | 10       | --    | .250  | 255   | 60.2   | 59       | 3        | 22    | 3    | 2     | 37       | 2     | 2     | 25    | 24       | 3.54     | 1.34    |
| 통산 : 12년 | 통산 : 12년 | 370   | 204   | 57    | 15    | 7       | 90    | 89    | 16       | --    | .503  | 6494  | 1577.1 | 1439     | 143      | 510   | 42   | 40    | 762      | 25    | 8     | 608   | 552      | 3.15     | 1.24    |

- 굵은 글씨는 시즌 최고 성적.